# Rhynchomeliola
Rhynchomeliola är ett släkte av svampar. Rhynchomeliola ingår i klassen Eurotiomycetes, divisionen sporsäcksvampar och riket svampar.
|                | Pyrenulales                                |
|                |                                            |
|                | Onygenales                                 |
|                |                                            |
|                | Verrucariales                              |
|                |                                            |
|                | Eurotiales                                 |
|                |                                            |
|                | Chaetothyriales                            |
|                |                                            |
|                | Mycocaliciales                             |
|                |                                            |
|                | Coryneliales                               |
|                |                                            |
|                | Ascosphaerales                             |
|                |                                            |
|                | Arachnomycetales                           |
|                |                                            |
|                | Monascaceae                                |
|                |                                            |
|                | Strigulaceae                               |
|                |                                            |
|                | Eremascaceae                               |
|                |                                            |
|                | Amorphothecaceae                           |
|                |                                            |
| Rhynchomeliola | \| \| Rhynchomeliola pulchella \| \| \| \| |
|                | \| \| Rhynchomeliola pulchella \| \| \| \| |
|                | Sarcinomyces                               |
|                |                                            |
|                | Cyanopyrenia                               |
|                |                                            |
|                | Calyptrozyma                               |
|                |                                            |
|                | Arthropycnis                               |
|                |                                            |
|                | Rhynchostoma                               |
|                |                                            |
|                | Azureothecium                              |
|                |                                            |
|                | Rhynchomeliola pulchella                   |
|                |                                            |

|  | Rhynchomeliola pulchella |
|  |                          |